# فيلانوفا ديل كامي
بلدية بيلانوبا ديل كامي (بالكاتالانية: Vilanova del Camí) هي إحدى بلديات مقاطعة برشلونة، والتي تقع في منطقة كاتالونيا، شرق إسبانيا.
يبلغ عدد سكانها 12.208 نسمة وفقاً لإحصائية سنة (2007).